# Linda Lovelace
Linda Lovelace, właśc. Linda Susan Boreman (ur. 10 stycznia 1949 w Nowym Jorku, zm. 22 kwietnia 2002 w Denver) – amerykańska aktorka filmów pornograficznych, późniejsza aktywistka przeciwko ukazywaniu tej formy aktywności seksualnej. Zagrała w jednym pełnometrażowym filmie porno Głębokie gardło (Deep Throat) w reżyserii Gerarda Damiano i stała się największą ikoną tej branży. W 2002 została umieszczona na piątym miejscu na liście 50. największych gwiazd branży porno wszech czasów przez periodyk Adult Video News. Po latach wyznała, że była zmuszana do seksu, gwałcona, także na planie, i narkotyzowana. Nawróciła się i stała się aktywną zwolenniczką ruchu walczącego o zakazanie pornografii. W 2002 zginęła tragicznie w wypadku samochodowym.

## Życiorys

### Wczesne lata

Podpis Lindy Lovelace

Urodziła się w nowojorskim Bronksie jako córka Dorothy Boreman, kelnerki i Johna Boremana, policjanta z drogówki. Dorastała w Hartford w Connecticut. Od wczesnych lat była wychowywana pod srogą dyscypliną swojej matki katoliczki, która karała ją za wszelkie nieposłuszeństwo. Ukończyła szkołę katolicką Św. Jana Chrzciciela w Yonkers, w stanie Nowy Jork i Maria Regina High School w Hartsdale w stanie Nowy Jork. W szkole średniej otrzymała pseudonim „Panna Święta Święta”. Kiedy miała 16 lat, jej ojciec przeszedł na policyjną emeryturę, a rodzina przeprowadziła się na Florydę. Po ukończeniu nauki chciała zostać stewardesą. W wieku 20 lat urodziła nieślubne dziecko, które zostało oddane do adopcji przez jej matkę. W akcie rozpaczy, załamana i skonfliktowana z bliskimi, Linda opuściła rodzinny dom i wyjechała do Nowego Jorku, gdzie zarabiała na życie jako sprzedawczyni w sklepie odzieżowym i fotografka.

### Kariera
W 1970 roku, w wieku 21 lat poznała swojego przyszłego męża Charlesa „Chucka” Traynora, aktora, producenta i menedżera. 4 września 1971 pobrali się. Po ślubie poznała prawdziwe oblicze swego wybranka, Traynor uzależnił ją od narkotyków i wciągnął w biznes pornograficzny. Nakłonił ją do udziału w kilku bardzo ostrych filmach rozbieranych, w tym także z udziałem zwierząt w 51-minutowym filmie erotycznym Dogarama (1971), którego był producentem.
W 1972, poznała na jednym z przyjęć byłego fryzjera i aspirującego filmowca Gerarda Damiano, prezentując mu i innym gościom – na życzenie męża – kilka seksualnych trików. Damiano obsadził ją w głównej roli w niskobudżetowej produkcji Głębokie gardło (Deep Throat), gdzie wystąpiła w roli kobiety, która jest w stanie osiągnąć orgazm jedynie poprzez seks oralny – Damiano, autor scenariusza, wymyślił, że łechtaczka bohaterki znajduje się na dnie gardła. Film kosztował jedynie 25 tys. dolarów, ale dzięki kontrowersjom, które błyskawicznie wzbudził, zarobił ponad 600 mln dolarów (szacunkowe dane FBI). Uznawany jest za jeden z najbardziej dochodowych filmów w historii kina. Film ten zapoczątkował rewolucję obyczajową w Stanach Zjednoczonych. Na jego premierze w Los Angeles pojawiła się hollywoodzka śmietanka, ciekawa niespodziewanej konkurencji. Przybyli m.in.: Woody Allen, Jack Valenti, Warren Beatty, Shirley MacLaine i Mike Nichols.
W 1976 Linda była gościem na przyjęciu urodzinowym Keitha Moona. Film trafił na celownik polityków, dążących do oczyszczenia „brudu”, który zalał Amerykę w latach 60. i 70. Do sądów wpłynęły wnioski, mające na celu ograniczenie dystrybucji tytułu, ale też działalności całego przemysłu pornograficznego. Dystrybutorom i operatorom kin wyświetlającym Głębokie gardło postawiono szereg zarzutów.

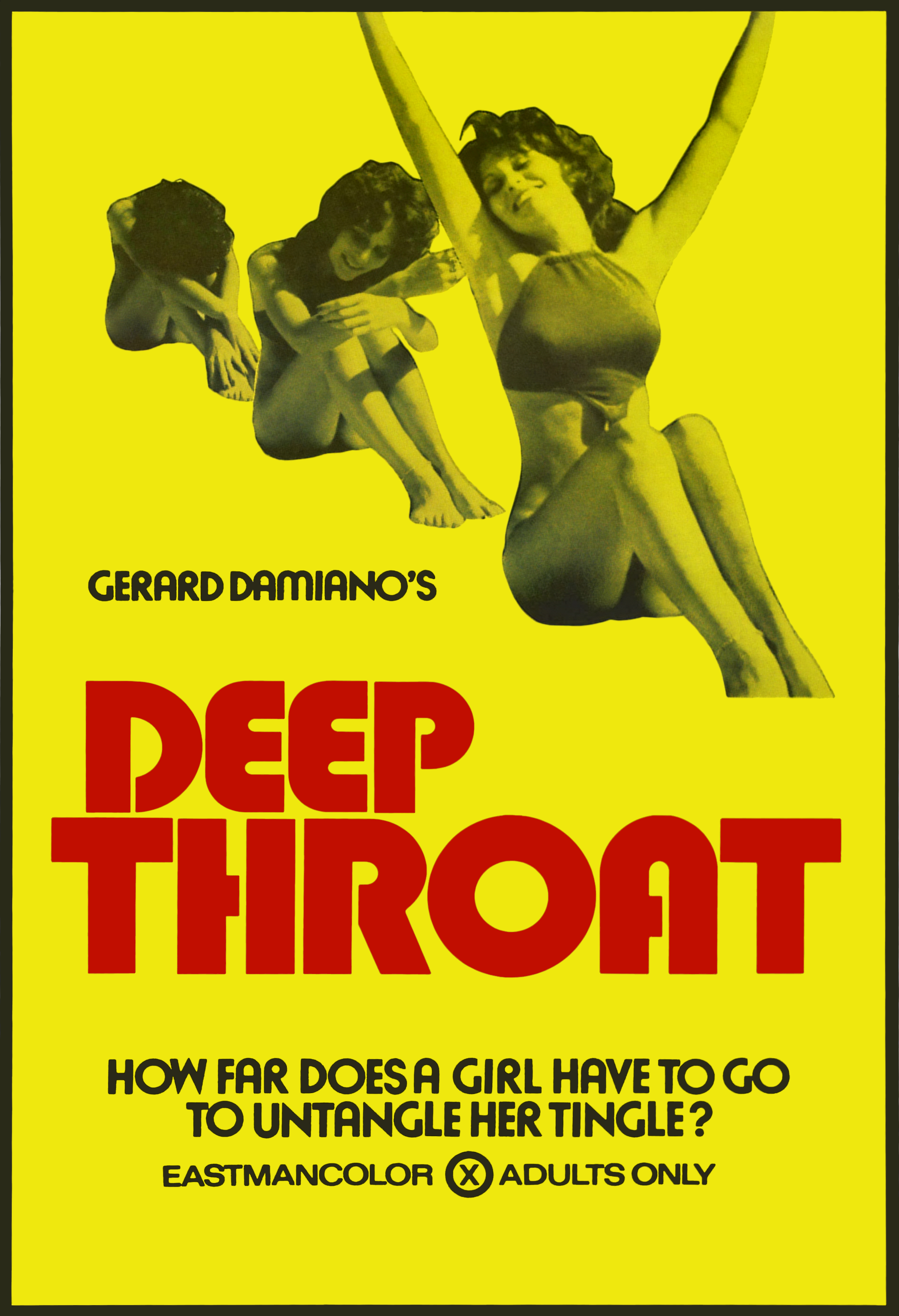
Okładka filmu Deep Throat

W 1974 nakręcono Głębokie gardło 2 (Deep Throat Part II, 1974), które nie powtórzyło sukcesu pierwowzoru, miało charakter soft porno, chociaż nakręcona została także wersja hard, nigdy jednak nie ujrzała światła dziennego.
W latach 1973–1975 była związana z Davidem Wintersem, aktorem, tancerzem, choreografem, producentem, dystrybutorem filmowym, reżyserem i scenarzystą, który zrealizował komedię soft-X Linda Lovelace na prezydenta (Linda Lovelace for President, 1975) z jej udziałem i Scatmanem Crothersem, która okazała się komercyjną i artystyczną klapą. W 1974 rozwiodła się z Chuckiem Traynorem. Po opuszczeniu branży filmowej została aktywistką ruchu przeciw pornografii, zarzucając swojemu ówczesnemu mężowi Chuckowi Traynorowi zmuszanie jej przemocą do udziału w filmach i argumentując, że w efekcie padła ofiarą uwiecznionych na taśmie gwałtów.
W 1974 wyszła za mąż za instalatora kabli Larry’ego Marchiano, z którym miała syna Dominica Paula (ur. 1977) i córkę Lindsay (ur. 1980). Zamieszkali na Long Island. W 1980 wydała autobiografię Ordeal, w której opisała, jak jej mąż zmuszał ją do seksu z obcymi mężczyznami, a nawet z psem – przed kamerą, jak i poza planem. Mike McGrady, współautor książki, poddał Lovelace testowi na wykrywaczu kłamstw, przeszła go pomyślnie. Część współpracujących z Lindą na planie aktorów i filmowców potwierdzała jej zeznania, część uznawała je za zmyślone. Ona sama stała się jedną z twarzy kampanii Kobiety Przeciw Pornografii, a w 1984 zeznawała nawet przed komisją ustanowioną przez prezydenta Reagana, badającą wpływ, jaki pornografia wywiera na kobiety i dzieci. W 1996 rozwiodła się z Marchiano.
Pod koniec życia, wkrótce przed tragicznym wypadkiem samochodowym, zdecydowała się jednak na pozowanie w bieliźnie do magazynu erotycznego „Leg Show”, podkreślając, że nadal nienawidzi pornografii. Została za to w 2001 uhonorowana przez magazyn „Hustler” wątpliwego prestiżu nagrodą „Asshole of the Month” (co można przetłumaczyć Dupek Miesiąca). Lovelace borykała się z problemami finansowymi, osobistymi i zdrowotnymi – na skutek źle przeprowadzonej transfuzji krwi po wypadku samochodowym z 1970 przeszła zapalenie wątroby, a w 1987 przeszczepiono jej nerkę.
3 kwietnia 2002 Lovelace odniosła poważne obrażenia w wypadku drogowym – jej samochód rozbił się na betonowym słupie. W wyniku odniesionych obrażeń zmarła 22 kwietnia 2002 w Denver w stanie Kolorado w wieku 53 lat.
W 2013 powstał film biograficzny Królowa XXX, gdzie w tytułową rolę Lindy Lovelace wcieliła się Amanda Seyfried. Obraz wyreżyserowali Rob Epstein i Jeffrey Friedman na podstawie książki Erica Danville’a The Complete Linda Lovelace.

## Filmografia
- Dog Fucker (albo Dogarama, 1971)
- Głębokie gardło (1972)
- Exotic French Fantasies (1974)
- The Confessions of Linda Lovelace (1974)
- The 46th Annual Academy Awards (1974, gość, niewymieniona w napisach końcowych)
- Deep Throat Part II (1974) jako pielęgniarka Lovelace
- Linda Lovelace for President (1975)
- Sexual Ecstasy of the Macumba (1975) jako Linda
- Linda Lovelace: The E! True Hollywood Story (2000)
- Inside Deep Throat (2005) archiwalne zdjęcia

## Nagrody
| Rok  | Nagroda               | Kategoria                                           |
| ---- | --------------------- | --------------------------------------------------- |
| 1977 | Adam Film World Award | Nagroda Owidiusza Największy wkład w seksowne filmy |
| 2013 | Raven’s Eden Award    | Aleja Sław (Hall of Fame)                           |

## Publikacje
- Linda Lovelace: Inside Linda Lovelace. Pinnacle Books, 1973. ISBN 0-902826-11-5.
- Linda Lovelace, Carl Wallin: The intimate diary of Linda Lovelace. Pinnacle Books, 1974. ISBN 978-0-523-00394-8.
- Linda Lovelace, Mike McGrady, Gloria Steinem: Linda Lovelace: Out of Bondage. Lyle Stuart, 2000. ISBN 978-0-8184-0386-6.
- Linda Lovelace, Mike McGrady: Ordeal. Citadel, 2006. ISBN 978-0-8065-2774-1.